# Ustok Pierwszy
Ustok Pierwszy – niestandaryzowana część wsi Zbrojewo w Polsce położona w województwie zachodniopomorskim, w powiecie drawskim, w gminie Drawsko Pomorskie.
Nazwa Ustok Pierwszy nie figuruje w systemie TERYT lecz występuje jako część wsi Zbrojewo w Państwowym Rejestrze Nazw Geograficznych. Natomiast Geoportal działki zabudowań o nazwie Ustok Pierwszy określa nie jako część wsi Zbrojewo, lecz przypisuje je do wsi Ustok.

## Historia
Zabudowania tworzące współczesny Ustok Pierwszy przynależały przed II wojną światową do Niemiec i należały do wsi Heinrichsfelde. Wieś Heinrichsfelde składała się z dwóch części – północnej i południowej, położonych w odległości około 1 km od siebie i połączonych niezabudowanym traktem.
Po przejściu pod administrację polską wsi Heinrichsfelde nadano przejściową nazwę Duszniki (także Henrykowo).
Po II wojnie światowej miejscowość ustanowiła samodzielną gromadę o nazwie Duszniki (obejmującą: wieś Duszniki (niem. Heinrichfelde), majątek Kumki (niem. Kumken) i kolonię Krzynno (niem. Neuendorf)) w gminie Przytoń w powiecie łobeskim w województwie szczecińskim.
Polska nazwa Ustok została formalnie nadana miejscowości 13 maja 1949 roku w miejsce niemieckiej nazwy Heinrichsfelde. Jednak nazwa gromady utrwaliła się w oryginalnym brzmieniu Duszniki. 
Jesienią 1954, w związku z reformą administracyjną kraju dotychczasową gromadę Duszniki  włączono do gromady Zajezierze w powiecie łobeskim, a po jej zniesieniu 1 stycznia 1958 – do znoszonej gromady Dalewo  w powiecie drawskim w woj. koszalińskim, którą równocześnie przekształcono w  gromadę Drawsko Pomorskie. Począwszy od lat 1950. Duszniki i Ustok pojawiają się równolegle, oznaczając dwie różne miejscowości, co sugeruje, że określano odtąd różnie dwie odległe części niemieckiej wsi Heinrichsfelde.
W późniejszych latach Duszniki i Ustok nie figurują już jako miejscowości w oficjalnych spisach, a w ich miejscu pojawiają się nazwy Ustok I (skupienie południowe) i Ustok II (skupienie północne). Ustok Pierwszy liczył w 1971 roku 23 mieszkańców (14 mężczyzn i 9 kobiet), a Ustok Drugi 39 mieszkańców (16 mężczyzn i 23 kobiety).
Obecnie PRNG klasyfikuje Ustok Pierwszy jako niestandaryzowaną część wsi Zbrojewo, a Ustok Drugi jako niestandaryzowaną część wsi Ustok.